# 厦门艺术学校
厦门艺术学校，是福建省厦门市一家全日制中等专业艺术学校，2005年1月由厦门戏曲舞蹈学校、厦门小白鹭民间舞团、厦门华夏少儿文艺中心合并后成立。其前身可以追溯到创办于1958年的厦门艺术学校和1976年复办的福建省艺校厦门戏曲班、厦门分校，1991年9月17日被厦门市人民政府认定为市属普通中专学校，由厦门市文化局、厦门市教育委员会主管。该校设有中国民间舞、歌仔戏、南音、高甲戏、影视武术、舞台技术、茶文化等具有民族和闽台特色的艺术表演专业。

## 专业设置
- 舞蹈表演
- 歌舞表演
- 南音表演
- 高甲戏表演

## 委培单位
- 厦门小白鹭民间舞团
- 新加坡韮菜芭城隍庙联谊会
- 厦门市南乐团
- 厦门市金莲升高甲剧团

## 历任领导
- 杨炳维 1958年-1961年 厦门艺术学校负责人
- 张吉甫 1958年-1961年 厦门艺术学校党支部书记
- 陈昭寰 1976年-1981年 福建省艺校厦门芗剧班负责人
- 林立 1976年-1981年福建省艺校厦门芗剧班负责人
- 卢萍 1976年-1981年 福建省艺校厦门芗剧班负责人
- 许文辛 1976年-1981年 福建省艺校厦门芗剧班负责人
- 苏时珍 1976年-1981年 福建省艺校厦门芗剧班负责人
- 黄含龙 1978年-1982年福建省艺校厦门芗剧班主任
- 刘秀玉 
  - 1979年-1985年 福建省艺校厦门芗剧班副主任
  - 1985年-1988年 福建省艺校厦门戏曲班副主任
  - 1988年-1991年福建省艺校厦门分校副校长
- 叶丽娟 1992年-1995年厦门戏曲舞蹈学校党支部副书记
- 邱曙炎 1995年-2003年厦门戏曲舞蹈学校副校长
- 梁薇 2003年-2004年厦门戏曲舞蹈学校副校长
- 曾若虹 
  - 1986年 福建省艺校厦门戏曲班负责人
  - 1987年 福建省艺校厦门戏曲班主任
  - 1988年福建省艺校厦门分校校长
  - 1991年 厦门戏曲舞蹈学校校长
  - 2005年-2009年厦门艺术学校校长
  - 1993年-2009年兼任厦门小白鹭民间舞团团长
- 种俐俐 
  - 1995年 厦门戏曲舞蹈学校副校长
  - 2005年厦门艺术学校常务副校长
  - 2009年至今厦门艺术学校常务副校长、法人
  - 1995-2009年小白鹭民间舞团党支部书记
  - 2009年至今厦门小白鹭民间舞团团长
- 冯珍珍  
  - 1995年厦门戏曲舞蹈学校党支部副书记
  - 2005年至今厦门艺术学校副校长、党支部副书记
  - 2009年至今厦门小白鹭民间舞团党支部书记
- 李莉莉  
  - 2003年 厦门戏曲舞蹈学校校长助理
  - 2005年至今 厦门艺术学校校长助理
- 魏小春  2009年至今厦门艺术学校校长助理